# Hugo Vidémont
Hugo Videmont, né le 19 février 1993 à Marseille (Bouches-du-Rhône), est un ancien footballeur français qui évolue au poste d'attaquant.

## Biographie
Né à Marseille, Hugo Videmont grandi en Auvergne et est formé au Clermont Foot 63 qu'il rejoint à l'âge de six ans. C'est avec ce club qu'il fait ses premiers pas dans le football professionnel. Il joue son premier match lors de la saison 2011-2012, en entrant en fin de rencontre lors de la dernière journée de Ligue 2 contre le Stade lavallois. Le 9 novembre suivant, il marque son premier but professionnel lors d'une victoire contre le Havre AC. En février 2013, il signe son premier contrat professionnel.
En février 2015, il rejoint le club de l'AC Ajaccio. Il joue son premier match sous le maillot corse contre le Stade lavallois, avant de marquer son premier but contre le Havre AC quelques semaines plus tard.
Le 7 février 2017, il rejoint officiellement les rangs de l'équipe du Wisła Cracovie pour une première expérience hors de son pays natal où il passe quelques mois compliqué, bloqué par la concurrence mais aussi victime de défaut de paiement de son club et il quitte le club dès l'été suivant.
Après un passage de trois saisons à l'AFC Tubize, en Belgique, il rejoint le FK Zalgiris Vilnius en 2019, et devient champion de Lituanie en 2020 et sera un homme majeur du club en devenant le meilleur buteur du championnat avec treize buts en vnigt matchs. Il est également le meilleur passeur de l’équipe. L’année 2021 sera l’année la confirmation puisque en plus d'un nouveau titre remporté par le club ainsi qu'une Coupe de Lituanie, le marseillais termine de nouveau meilleur buteur mais également meilleur passeur du championnat. Il est donc élu par les journalistes et le public meilleur joueur du championnat.
Il signe en 2022 au Kazakhstan dans le club du FK Aktobe au Kazakhstan. 
Début 2024, le footballeur arrête sa carrière en raison de nombreuses opérations.

## Statistiques
Le tableau ci-dessous retrace la carrière d'Hugo Videmont depuis ses débuts :
| Saison                | Club                  | Championnat           | Championnat | Championnat | Coupe nationale | Coupe nationale | Coupe de la Ligue | Coupe de la Ligue | Compétition(s) continentale(s) | Compétition(s) continentale(s) | Compétition(s) continentale(s) | Total | Total |
| Saison                | Club                  | Division              | M.          | B.          | M.              | B.              | M.                | B.                | Comp.                          | M.                             | B.                             | M.    | B.    |
| 2011-2012             | Clermont Foot 63      | Ligue 2               | 1           | 0           | -               | -               | -                 | -                 | -                              | -                              | -                              | 1     | 0     |
| 2012-2013             | Clermont Foot 63      | Ligue 2               | 11          | 1           | 1               | 0               | 1                 | 0                 | -                              | -                              | -                              | 13    | 1     |
| 2013-2014             | Clermont Foot 63      | Ligue 2               | 30          | 2           | 1               | 0               | 2                 | 0                 | -                              | -                              | -                              | 33    | 2     |
| 2014-2015             | Clermont Foot 63      | Ligue 2               | 14          | 0           | 2               | 1               | 2                 | 0                 | -                              | -                              | -                              | 18    | 1     |
| Sous-total            | Sous-total            | Sous-total            | 56          | 3           | 4               | 1               | 5                 | 0                 | -                              | -                              | -                              | 65    | 4     |
| 2014-2015             | AC Ajaccio            | Ligue 2               | 15          | 5           | -               | -               | -                 | -                 | -                              | -                              | -                              | 15    | 5     |
| 2015-2016             | AC Ajaccio            | Ligue 2               | 26          | 2           | 3               | 0               | 1                 | 0                 | -                              | -                              | -                              | 30    | 2     |
| 2016-2017             | AC Ajaccio            | Ligue 2               | 13          | 0           | 3               | 2               | 1                 | 0                 | -                              | -                              | -                              | 17    | 2     |
| Sous-total            | Sous-total            | Sous-total            | 54          | 7           | 6               | 2               | 2                 | 0                 | -                              | -                              | -                              | 62    | 9     |
| 2016-2017             | Wisła Cracovie        | Ekstraklasa           | 8           | 0           | -               | -               | -                 | -                 | -                              | -                              | -                              | 8     | 0     |
| Sous-total            | Sous-total            | Sous-total            | 8           | 0           | -               | -               | -                 | -                 | -                              | -                              | -                              | 8     | 0     |
| 2017-2018             | AFC Tubize            | Division 1B           | 20          | 1           | 6               | 1               | -                 | -                 | -                              | -                              | -                              | 26    | 2     |
| 2018-2019             | AFC Tubize            | Division 1B           | 20          | 2           | 6               | 2               | -                 | -                 | -                              | -                              | -                              | 26    | 4     |
| Sous-total            | Sous-total            | Sous-total            | 40          | 3           | 12              | 3               | -                 | -                 | -                              | -                              | -                              | 52    | 6     |
| 2019                  | FK Žalgiris Vilnius   | A Lyga                | 7           | 0           | 1               | 0               | -                 | -                 | -                              | -                              | -                              | 8     | 0     |
| 2020                  | FK Žalgiris Vilnius   | A Lyga                | 25          | 15          | 2               | 0               | -                 | -                 | C3                             | 2                              | -                              | 29    | 15    |
| 2021                  | FK Žalgiris Vilnius   | A Lyga                | 35          | 17          | 6               | 2               | -                 | -                 | C1+C3+C4                       | 4+2+2                          | 1+0+0                          | 49    | 20    |
| Sous-total            | Sous-total            | Sous-total            | 67          | 32          | 9               | 2               | -                 | -                 | -                              | 10                             | 1                              | 86    | 35    |
| 2022                  | FK Aktobe             | Premier-Liga          | 14          | 8           | 1               | 0               | -                 | -                 | -                              | -                              | -                              | 15    | 8     |
| 2023                  | FK Aktobe             | Premier-Liga          | 7           | 2           | -               | -               | -                 | -                 | -                              | -                              | -                              | 7     | 2     |
| Sous-total            | Sous-total            | Sous-total            | 21          | 10          | 1               | 0               | -                 | -                 | -                              | -                              | -                              | 22    | 10    |
| Total sur la carrière | Total sur la carrière | Total sur la carrière | 246         | 55          | 32              | 8               | 7                 | 0                 | -                              | 10                             | 1                              | 295   | 64    |

## Palmarès

### En Club
- Championnat de Lituanie
  - Champion : 2020 et 2021
  - Vice-champion : 2019

- Coupe de Lituanie
  - Vainqueur : 2021

- Supercoupe de Lituanie
  - Finaliste : 2021

### Distinction individuel
- Championnat de Lituanie
  - Meilleur buteur : 2020 et 2021
  - Meilleur passeur : 2021
  - Meilleur joueur : 2021